# César Battaille
César Battaille (Basècles, 20 maart 1882 – aldaar, 31 december 1963) was een Belgisch industrieel, uitvinder en luchtvaartpionier. Hij was zoon van de directeur van de Battaille-fabriek in Basècles.

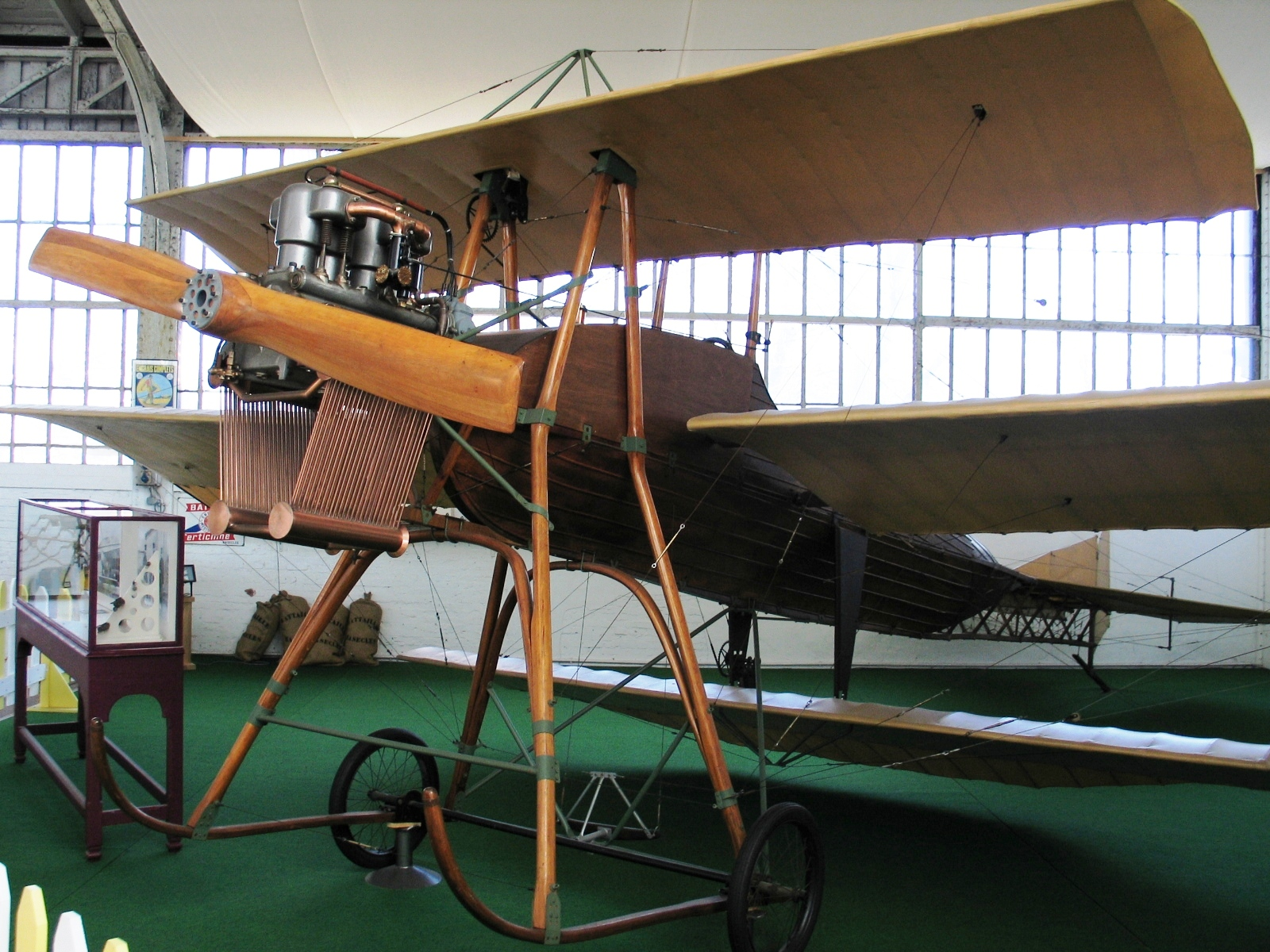
Het gerestaureerde exemplaar van de driedekker

Rond 1910 begon hij met het ontwerpen van een driedekker. De bouw was waarschijnlijk in handen van Henri Jonnieaux en Alfred Bertiaux. Het vliegtuig werd uitgerust met een Grégoire (GYP) 4-cilinder-40-pk-motor. Het maakte zijn eerste vlucht op 16 augustus 1911. Na een aantal korte sprongetjes werden de testen afgebroken door het uitbreken van de Eerste Wereldoorlog.
Tijdens deze oorlog doet César Battaille dienst in het Belgische leger in het Calais Beaumarais Depot. Waar hij vooral bommen, zoals een brandbommetje tegen ballonnen en luchtafweer, en geweersteunen ontwerpt. Na de oorlog concentreert hij zich op zijn fabriek en artistieke aspiraties.
Het vliegtuig lag in onderdelen opgeslagen in de fabriek tot deze in 1971 aan het Koninklijk Museum van het Leger en de Krijgsgeschiedenis in Brussel werden geschonken. Enkele onderdelen moesten opnieuw gemaakt worden met behulp van enkel een aantal foto's en grove schetsen. In 1991 kwam er ook nog een vleugel boven water. Oud-legerofficier Lionel Gabriël coördineerde de restauratie. Sinds 1998 kan het publiek het gerestaureerde vliegtuig aanschouwen in de luchtvaarthal van het museum.
Battaille werd ook bekend als beeldhouwer, onder meer van herdenkingsmonumenten en bustes. Zo is de buste van die andere  vliegtuigpionier Edmond Thieffry in Etterbeek van zijn hand.

## Onderscheidingen
- Belgisch Oorlogskruis in 1916
- Ridder in de Leopoldsorde in 1916
- Eervolle vermelding in de dagorde van het Franse VI Leger in 1919